# 慕色拉行動 (電影)
《慕色拉行動》（英語：The Infiltrator）是一部於2016年上映的美國犯罪傳記片，由布萊德·費曼執導，並與保羅·M·布倫南、米利暗·席格、唐·西科爾斯基共同監製。電影改編自羅伯·梅若所著的同名自傳。由布萊恩·克萊斯頓、約翰·李古查摩、黛安·克魯格、班傑明·布萊特、艾美·萊恩和薩伊德·塔馬歐尼主演。
電影於2016年7月6日坦帕劇院首映，美國2016年7月13日正式上映。

## 劇情
故事敘述於1980年代，美國調查局探員羅伯·梅若常年臥底於毒品交易圈逮住毒販。後由其他部門無意中給的靈感，認為追索金流比追踪毒品更能通達背後的大老闆。於是他成為一名處理髒錢的銀行家，化名為「鮑伯·慕色拉」，滲透進毒品交易洗錢組織中，穿梭於貪腐的銀行高層和心狠手辣的毒梟之間，打算藉此將哥倫比亞大毒梟巴勃羅·埃斯科瓦爾和其麥德林集團一網打盡。他不但多次遭遇人身危險，甚且影響到自己的家庭和婚姻。

## 演員
- 布萊恩·克萊斯頓 飾 羅伯·梅若／羅伯·慕色拉（Robert Mazur／Bob Musella）
- 約翰·李古查摩 飾 艾米爾·阿布雷烏（Emir Abreu）
- 班傑明·布萊特 飾 羅伯托·阿爾凱諾（Roberto Alcaino）
- 黛安·克魯格 飾 凱西·埃爾茲（Kathy Ertz）
- 艾美·萊恩 飾 邦妮·提施勒（Bonni Tischler）
- 喬·吉爾干 飾 多明尼克（Dominic）
- 薩伊德·塔馬歐尼 飾 阿姆賈德·艾萬（Amjad Awan）
- 麥可·派瑞 飾 巴瑞·塞爾（Barry Seal）

## 迴響
爛番茄新鮮度62%，Metacritic得分65，電影正評居多。
美國首映週末共五天票房收入670萬美元，位居當週票房排名第八。

## 外部連結
- 官方网站
- 互联网电影数据库（IMDb）上《The Infiltrator》的资料（英文）
- The Infiltrator （页面存档备份，存于） at History vs. Hollywood